# Championnats du monde de course d'orientation 1991
Navigation
Édition précédente Édition suivante
Les championnats du monde de course d'orientation 1991, quatorzième édition des championnats du monde de course d'orientation, ont lieu du 21 au 25 août 1991 à Mariánské Lázně, en Tchécoslovaquie.

## Podiums
Femmes
| Épreuves                  | Or                                                                  | Argent                                                                         | Bronze                                                                        |
| ------------------------- | ------------------------------------------------------------------- | ------------------------------------------------------------------------------ | ----------------------------------------------------------------------------- |
| Femmes Courte distance    | Tchécoslovaquie Jana Cieslarová                                     | Tchécoslovaquie Ada Kuchařová                                                  | Suède Marita Skogum                                                           |
| Femmes Distance classique | Hongrie Katalin Oláh                                                | Suède Christina Blomqvist                                                      | Tchécoslovaquie Jana Galíková                                                 |
| Femmes Relais             | Suède Arja Hannus Christina Blomqvist Marlena Jansson Marita Skogum | Norvège Hanne Sandstad Heidi Arnesen Ragnhild Bratberg Ragnhild Bente Andersen | Tchécoslovaquie Marcela Kubatková Jana Galíková Ada Kuchařová Jana Cieslarová |

Hommes
| Épreuves                  | Or                                                                 | Argent                                                            | Bronze                                                         |
| ------------------------- | ------------------------------------------------------------------ | ----------------------------------------------------------------- | -------------------------------------------------------------- |
| Hommes Courte distance    | Tchécoslovaquie Petr Kozák                                         | Suède Kent Olsson                                                 | Suède Martin Johansson                                         |
| Hommes Distance classique | Suède Jörgen Mårtensson                                            | Suède Kent Olsson                                                 | Union soviétique Sixten Sild                                   |
| Hommes Relais             | Suisse Thomas Bührer Alain Berger Urs Flühmann Christian Aebersold | Norvège Petter Thoresen Bjørnar Valstad Rolf Vestre Håvard Tveite | Finlande Reijo Mattinen Ari Anjala Mika Kuisma Keijo Parkkinen |

## Tableau des médailles
- Pays organisateur

| Rang  | Nation           | Or | Argent | Bronze | Total |
| ----- | ---------------- | -- | ------ | ------ | ----- |
| 1     | Suède            | 2  | 3      | 2      | 7     |
| 2     | Tchécoslovaquie  | 2  | 1      | 2      | 5     |
| 3     | Hongrie          | 1  | 0      | 0      | 1     |
| 3     | Suisse           | 1  | 0      | 0      | 1     |
| 5     | Norvège          | 0  | 2      | 0      | 2     |
| 6     | Union soviétique | 0  | 0      | 1      | 1     |
| 6     | Finlande         | 0  | 0      | 1      | 1     |
| Total | Total            | 6  | 6      | 6      | 18    |